# AAE-Gletscher
Der AAE-Gletscher ist ein Gletscher im ostantarktischen Georg-V.-Land. Er liegt nordöstlich des Mertz-Gletschers.
Das Antarctic Names Committee of Australia benannte ihn am 12. August 2010 nach dem Akronym für die Australasiatische Antarktis-Expedition (1911–1914) unter der Leitung des australischen Polarforschers Douglas Mawson, die unter anderem in diesem Gebiet operiert hatte.